# Archipel d'Hochelaga
Archipel d'Hochelaga är en grupp öar vid sammanflödet av Saint Lawrencefloden och Ottawafloden i Kanada. Öarna ligger i och omkring staden Montréal i provinsen Québec, i den sydöstra delen av landet. I Archipel d'Hochelaga ingår alla öar och skär i och vid Rivière des Mille Îles och Rivière des Prairies samt i Saint Lawrencefloden från Île Perrot nedströms till Îles de Varennes. Det är sammanlagt ett hundratal öar och skär, bland de större finns Île de Montréal, Île Jésus, Île Bizard och Îles de Boucherville.